# إلك ريدج
إلك ريدج (يوتا) (بالإنجليزية: Elk Ridge, Utah)‏ هي مدينة تقع في الولايات المتحدة في مقاطعة يوتا، يوتا. يقدر عدد سكانها بـ 2,609 نسمة ومساحتها 7.0 كم2 وترتفع عن سطح البحر 1,632 متر.

## التركيبة السكانية
حدّد مكتب تعداد الولايات المتحدة بيانات التركيبة السكانية لإلك ريدج في تعداد الولايات المتحدة. في ما يلي، التركيبة السكانية حسب تعدادي 2000 و2010.

### تعداد عام 2000
بلغ عدد سكان إلك ريدج 1,838 نسمة بحسب تعداد عام 2000، وبلغ عدد الأسر 413 أسرة وعدد العائلات 401 عائلة مقيمة في المدينة. في حين سجلت الكثافة السكانية 251.4 نسمة لكل كيلومتر مربع (651.1/ميل2). وبلغ عدد الوحدات السكنية 441 وحدة بمتوسط كثافة قدره 60.3 لكل كيلومتر مربع (156.2/ميل2).
وتوزع التركيب العرقي للمدينة بنسبة 94.99% من البيض و0.27% من الأمريكيين الأصليين و0.22% من الأمريكيين ذوي الأصول الآسيوية و0.76% من سكان جزر المحيط الهادئ و2.29% من الأعراق الأخرى و1.47% من عرقين مختلطين أو أكثر و3.26% من الهسبانيون أو اللاتينيون من أي عرق.
بلغ عدد الأسر 413 أسرة كانت نسبة 70.9% منها لديها أطفال تحت سن الثامنة عشر تعيش معهم، وبلغت نسبة الأزواج القاطنين مع بعضهم البعض 92.7% من أصل المجموع الكلي للأسر، ونسبة 2.4% من الأسر كان لديها معيلات من الإناث دون وجود شريك،  بينما كانت نسبة 1.9% من الأسر لديها معيلون من الذكور دون وجود شريكة وكانت نسبة 2.9% من غير العائلات. تألفت نسبة 2.7% من أصل جميع الأسر من عدة أفراد يعيشون في نفس المنزل ونسبة 0.5% كانت تتألف من شخص يعيش بمفرده يبلغ من العمر 65 عاماً أو أكثر. وبلغ متوسط حجم الأسرة المعيشية 4.45، أما متوسط حجم العائلات فبلغ 4.52.
بلغ العمر الوسطي للسكان 20.7 عاماً. وكانت نسبة 46.1% من القاطنين تحت سن الثامنة عشر، وكانت نسبة 8.2% بين الثامنة عشر والرابعة والعشرين عاماً، ونسبة 25.8% كانت واقعةً في الفئة العمرية ما بين الخامسة والعشرين والرابعة والأربعين عاماً، ونسبة 15.3% كانت ما بين الخامسة والأربعين والرابعة والستين، ونسبة 4.7% كانت ضمن فئة الخامسة والستين عاماً فما فوق. يوجد لكل 100 أنثى 107.9 ذكر، ويوجد لكل 100 أنثى في الثامنة عشر من عمرها فما فوق 103.9 ذكر.
بلغ متوسط دخل الأسرة في المدينة 65,511 دولارًا، أما متوسط دخل العائلة فبلغ 65,813 دولارًا. وكان متوسط دخل الذكور 50,489 دولارًا مقابل 31,667 دولارًا للإناث. وسجل دخل الفرد الخاص بالمدينة 18,513 دولارًا. وكانت نسبة 2.5% من العائلات ونسبة 4% من السكان تحت خط الفقر، وكان من هؤلاء نسبة 5.3% تحت سن الثامنة عشر ونسبة 2.2% في الخامسة والستين من العمر وما فوق.

### تعداد عام 2010
بلغ عدد سكان إلك ريدج 2,436 نسمة بحسب تعداد عام 2010، وبلغ عدد الأسر 584 أسرة وعدد العائلات 547 عائلة مقيمة في المدينة. في حين سجلت الكثافة السكانية 333.2 نسمة لكل كيلومتر مربع (863.0/ميل2). وبلغ عدد الوحدات السكنية 630 وحدة بمتوسط كثافة قدره 86.2 لكل كيلومتر مربع (223.3/ميل2).
وتوزع التركيب العرقي للمدينة بنسبة 96.55% من البيض و0.21% من الأمريكيين الأفارقة و0.04% من الأمريكيين الأصليين و0.29% من الأمريكيين ذوي الأصول الآسيوية و0.49% من سكان جزر المحيط الهادئ و0.82% من الأعراق الأخرى و1.60% من عرقين مختلطين أو أكثر و2.75% من الهسبانيون أو اللاتينيون من أي عرق.
بلغ عدد الأسر 584 أسرة كانت نسبة 60.1% منها لديها أطفال تحت سن الثامنة عشر تعيش معهم، وبلغت نسبة الأزواج القاطنين مع بعضهم البعض 86% من أصل المجموع الكلي للأسر، ونسبة 6.3% من الأسر كان لديها معيلات من الإناث دون وجود شريك،  بينما كانت نسبة 1.4% من الأسر لديها معيلون من الذكور دون وجود شريكة وكانت نسبة 6.3% من غير العائلات. تألفت نسبة 5% من أصل جميع الأسر من عدة أفراد يعيشون في نفس المنزل ونسبة 2.1% كانت تتألف من شخص يعيش بمفرده يبلغ من العمر 65 عاماً أو أكثر. وبلغ متوسط حجم الأسرة المعيشية 4.17، أما متوسط حجم العائلات فبلغ 4.33.
بلغ العمر الوسطي للسكان 23.6 عاماً. وكانت نسبة 43.2% من القاطنين تحت سن الثامنة عشر، وكانت نسبة 7.6% بين الثامنة عشر والرابعة والعشرين عاماً، ونسبة 20.6% كانت واقعةً في الفئة العمرية ما بين الخامسة والعشرين والرابعة والأربعين عاماً، ونسبة 20.4% كانت ما بين الخامسة والأربعين والرابعة والستين، ونسبة 8.2% كانت ضمن فئة الخامسة والستين عاماً فما فوق. وتوزع التركيب الجنسي للسكان بنسبة 50.4% ذكور و49.6% إناث.